# Bernard IV van Armagnac
Bernard IV van Armagnac (circa 1136 - 1193) was van 1160 tot aan zijn dood graaf van Armagnac en Fézensac. Hij behoorde tot het huis Armagnac.

## Levensloop
Bernard IV was de zoon van graaf Gerold III van Armagnac en gravin Anicella van Fézensac. In 1160 volgde hij zijn vader op als graaf van Armagnac en Fézensac.
Bernard was al ongeveer twintig jaar gehuwd toen hij zijn erfgenaam Gerold IV geboren werd. Omdat hij vreesde dat zijn dynastie in de mannelijke lijn zou uitsterven, stelde hij zijn neef Bernard van Lomagne aan tot erfgenaam indien hij zonder mannelijke nakomelingen zou sterven. In 1184 gaf Bernard IV hem in apanage het burggraafschap Fézensaguet.  

## Huwelijk en nakomelingen
Rond 1150 huwde hij met Stephania. Ze kregen pas kinderen ongeveer twintig jaar na het huwelijk:
- Gerold IV (1170-1215), graaf van Armagnac
- Bernard (overleden na 1202)
- Maria, kloosterzuster van Sainte-Marie de Carrizo